# 福科納斯 (蒙大拿州)
福科納斯（英語：Four Corners）是位於美國蒙大拿州加拉廷縣的普查規定居民點。

## 人口
根據2020年美國人口普查的數據，福科納斯的面積為28.25平方千米，當中陸地面積為28.08平方千米，而水域面積為0.17平方千米。當地共有人口5901人，而人口密度為每平方千米208.88人。